# Liste der denkmalgeschützten Objekte in Wimpassing im Schwarzatale
Die Liste der denkmalgeschützten Objekte in Wimpassing im Schwarzatale enthält die 4 denkmalgeschützten, unbeweglichen Objekte der Gemeinde Wimpassing im Schwarzatale im niederösterreichischen Bezirk Neunkirchen.

## Denkmäler
| Foto |                 | Denkmal                                                                     | Standort                                                 | Beschreibung | Metadaten |
| ---- | --------------- | --------------------------------------------------------------------------- | -------------------------------------------------------- | --- | --- |
| ja   | Datei hochladen | Schuberthof HERIS-ID: 80444 Objekt-ID: 94185                                | Bundesstraße 106 Standort KG: Wimpassing                 | Der dreigeschoßige Gemeindebau mit Fenstergewänden aus Sichtziegeln, Diamantquaderdekor und Walmdach trägt die Bauinschrift Julius Bergmann 1929; vor dem Gebäude ist eine Büste Franz Schuberts aufgestellt. | BDA-Hist.: Q38173795 Status: § 2a Stand der BDA-Liste: 2025-06-30 Name: Schuberthof GstNr.: .214                                                                       |
| ja   | Datei hochladen | Hochhaus HERIS-ID: 80445 Objekt-ID: 94186                                   | Bundesstraße 30 Standort KG: Wimpassing                  | zwölfgeschoßiges Hochhaus, 1955/57 gebaut nach Plänen von Leo Kammel. | BDA-Hist.: Q38173805 Status: § 2a Stand der BDA-Liste: 2025-06-30 Name: Hochhaus GstNr.: 22/5                                                                          |
| ja   | Datei hochladen | Pfarrhof HERIS-ID: 80439 Objekt-ID: 94180                                   | Pater-Josef-Klementh-Platz 1 Standort KG: Wimpassing     | | BDA-Hist.: Q38173782 Status: § 2a Stand der BDA-Liste: 2025-06-30 Name: Pfarrhof GstNr.: 415/6                                                                         |
| ja   | Datei hochladen | Kath. Pfarrkirche Unbeflecktes Herz Mariae HERIS-ID: 80438 Objekt-ID: 94179 | bei Pater-Josef-Klementh-Platz 1 Standort KG: Wimpassing | Die nach Plänen von Johann Petermair 1950/51 errichtete Pfarrkirche (seit 1960) ist ein in Nord-Süd-Richtung ausgerichteter Saalbau mit eingezogener Rundapsis, Turm im Südosten und markanter, eigens überdachter dreiachsiger Vorhalle mit Sgraffitodekor (über den Eingangsarkaden Symbole der vier Evangelisten, an den Seitenwänden Schutzmantelmadonna und Pfingstfest) von Josef Zöchling. | BDA-Hist.: Q26789154 Status: § 2a Stand der BDA-Liste: 2025-06-30 Name: Kath. Pfarrkirche Unbeflecktes Herz Mariae GstNr.: .291 Pfarrkirche Wimpassing im Schwarzatale |